# Spilosoma styx
Spilosoma styx är en fjärilsart som beskrevs av Bethune-Baker 1910. Spilosoma styx ingår i släktet Spilosoma och familjen björnspinnare. Inga underarter finns listade i Catalogue of Life.